# ‘Iolani-palatset
‘Iolani-palatset (engelska: ʻIolani Palace, hawaiiska: Hale Aliʻi ʻIolani) är ett palats i Honolulu, Hawaii, som har tidigare fungerat som kungligt residens för hawaiiska monarker. Det är det enda kungliga palatset på USA:s mark.
Palatset ligger på en sannolikt religiös plats som användes av hawaiianer. Bygget påbörjades år 1879 och palatset blev färdigt år 1882. Till skillnad mot andra kungliga palats var ‘Iolani relativt före sin tid eftersom palatset hade sedan färdigställandet bland annat telefon, inomhustoalett och elektricitet.
Mittemot palatset står det en staty på Kamehameha den Store. I närheten ligger också delstatens senat och Washington Place som är guvernörens officiella residens.
År 2008 ockuperades palatset av demonstranter som enligt sig själva representerade Hawaiis kungliga ätt, som inte erkände Hawaii som en delstat i USA utan ett självständigt kungarike. USA hade erkänt under president Bill Clintons mandatperiod att landet hade haft en aktiv roll i Hawaiis annektering och Clinton hade bett om ursäkt år 1993.
Palatset ägs officiellt av delstaten Hawaii men det hyrs ut till föreningen Friends of Iolani Palace som tar hand om det vardagliga underhållet och håller palatset öppet som museum.
I dagens läge är palatset öppet för allmänheten från tisdagar till lördagar. Det är möjligt att arrangera privata evenemang också, såsom bröllop, i palatset. Guvernörerna Ben Cayetano, John David Waiheʻe III och Neil Abercrombie har haft sina installationsceremonier i palatset.

## Galleri

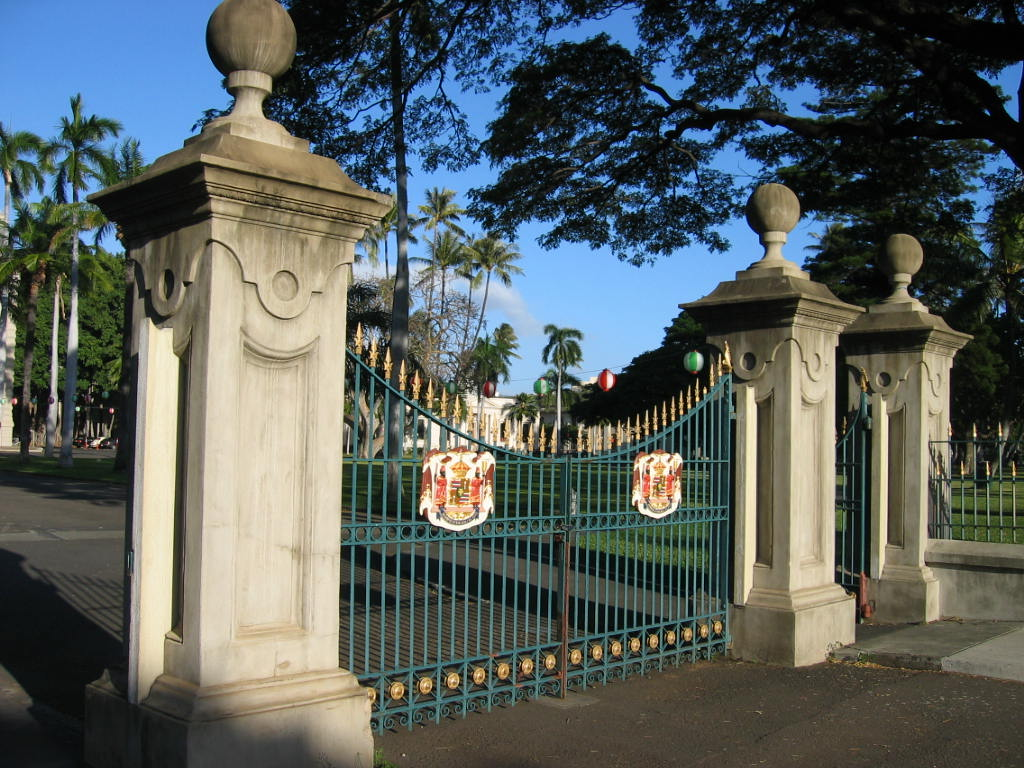
Palatsets port
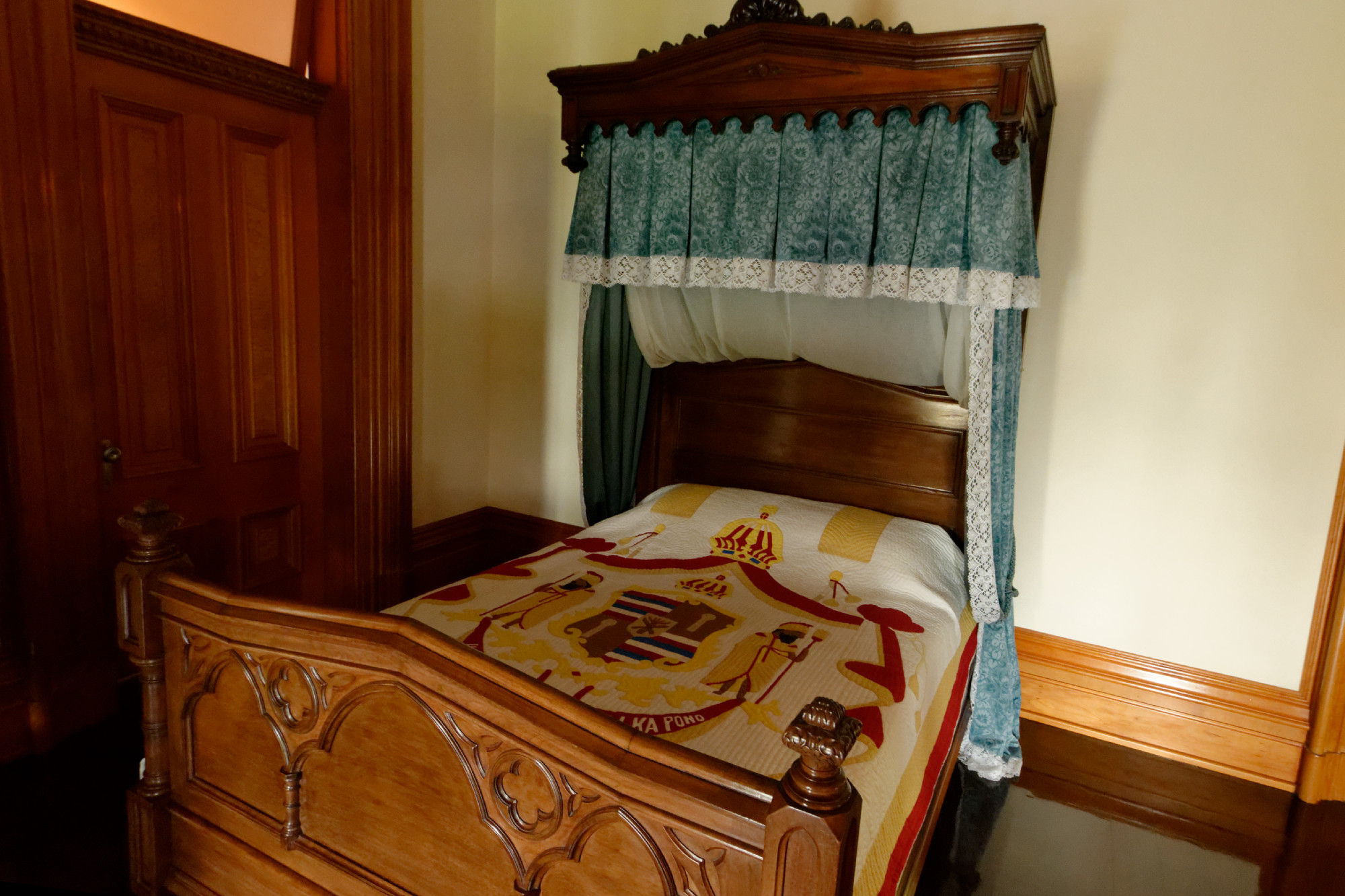
Kung Kalākauas säng
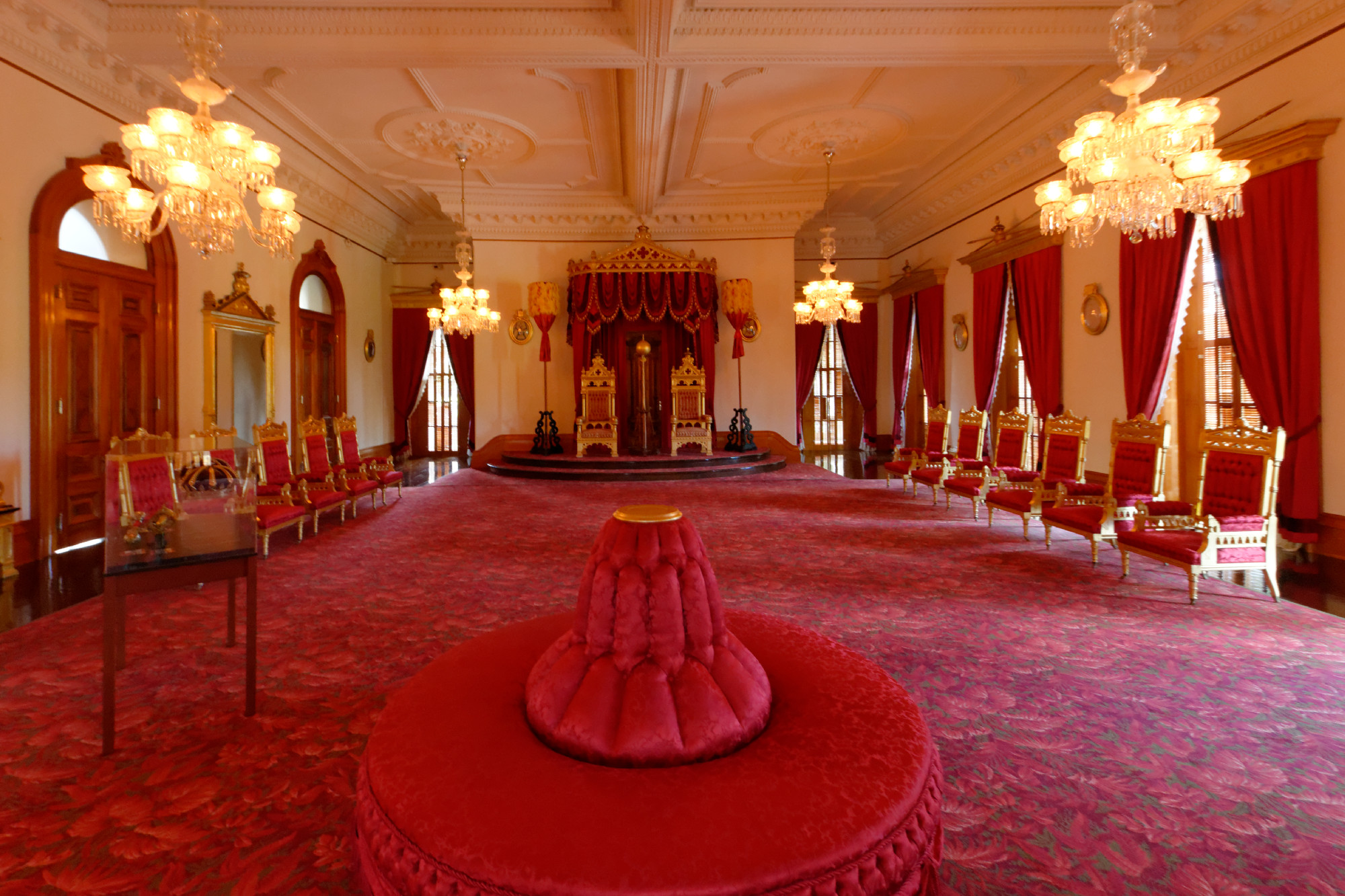
Tronsalen
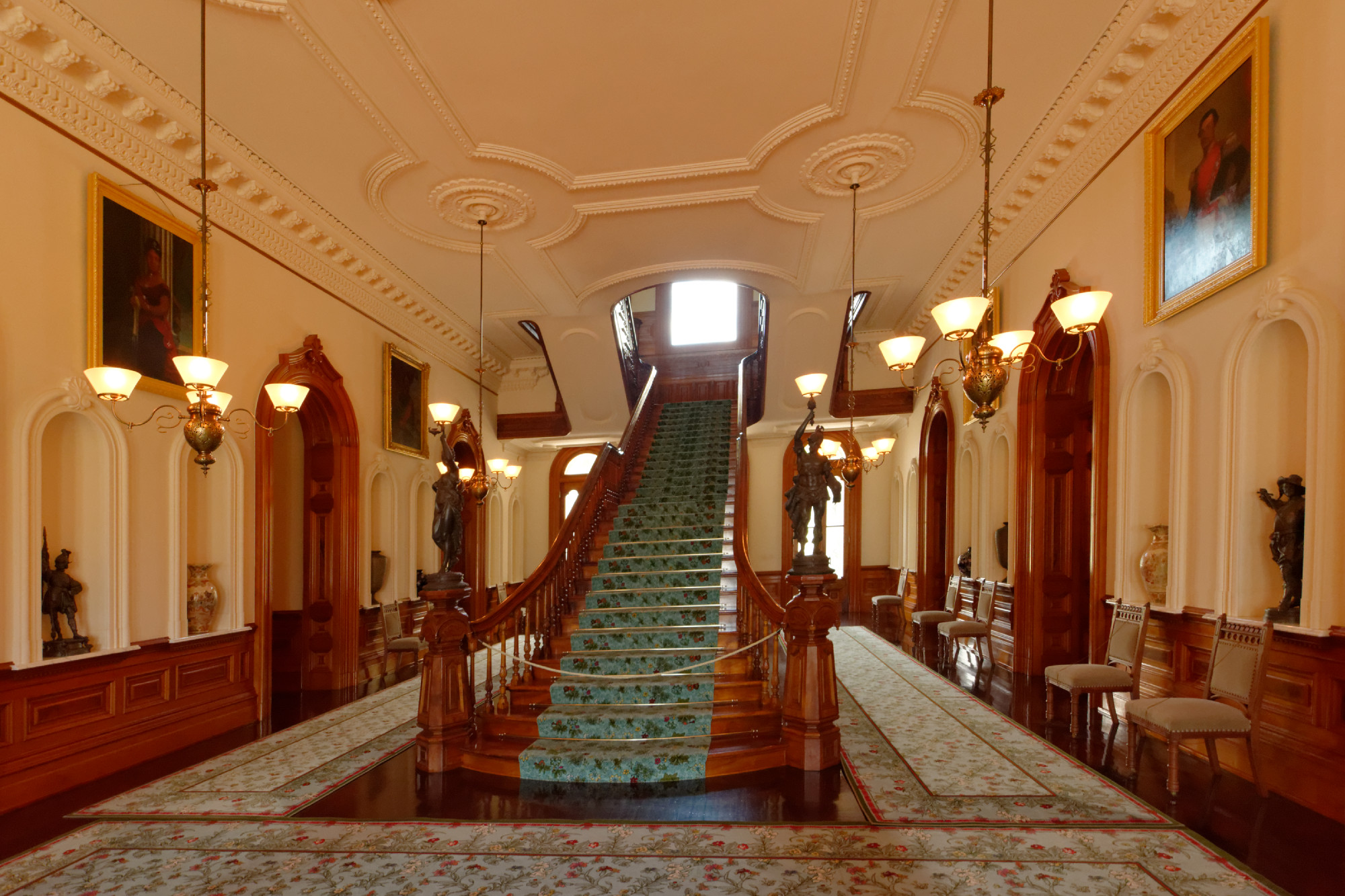
Kapprummet